# Sora iro no tane
Sora iro no Tane (そらいろのたね? lett. "Il seme color cielo") è un libro per ragazzi di Reiko Nakagawa, illustrato da Yuriko Yamawaki, dapprima serializzato nel 1964 sulla rivista Kodomo no Tomo (こどものとも?) e poi pubblicato come volume nel 1967. Da esso è stato tratto il cortometraggio d'animazione omonimo del 1992, diviso in tre parti, animato da Yoshifumi Kondō e diretto da Hayao Miyazaki.
Il libro è rimasto in stampa in modo continuativo dal 1967, superando nel 2010 il milione e settecentomila copie vendute.

## Trama
Il libro racconta la storia di un ragazzo, Yūji, che riceve, tramite un baratto, un prezioso seme da una volpe. Questo seme, una volta piantato, farà crescere una gigantesca casa color celeste che, continuando ad espandersi in maniera sproporzionata e ospitando al suo interno tanti animali desiderosi di appropriarsene, come un'arca di Noè, arriverà alla fine ad esplodere.

## Il cortometraggio
Come lo spot Nandarō dello stesso Miyazaki, anche questo video è stato realizzato per celebrare i primi 40 anni di programmazione della Nippon Television. Mentre Nandarō è soprattutto un veloce spot pubblicitario, questo video di Miyazaki è più vicino ad un vero e proprio cortometraggio. Diviso in tre parti, venne trasmesso il 23 dicembre 1992 e quindi pubblicato in DVD nella raccolta Everything Ghibli Special: Short Short (ジブリがいっぱいSpecial ショートショート?, Jiburi ga Ippai Supesharu Shōto Shōto) nel novembre 2005. Il video ha avuto anche una limitata diffusione cinematografica, proiettato insieme al film Si sente il mare, dello stesso Studio Ghibli, in alcune sale cinematografiche giapponesi nel novembre-dicembre 1993.